# Edwardsiana flexuosa
Edwardsiana flexuosa är en insektsart som först beskrevs av Ribaut 1931.  Edwardsiana flexuosa ingår i släktet Edwardsiana och familjen dvärgstritar. Inga underarter finns listade i Catalogue of Life.